# Anelosimus tosus
Anelosimus tosus är en spindelart som först beskrevs av Chamberlin 1916.  Anelosimus tosus ingår i släktet Anelosimus och familjen klotspindlar. Inga underarter finns listade i Catalogue of Life.